# MTV Video Music Awards
MTV Video Music Awards (acrônimo: VMA ou VMAs) é uma premiação musical estadunidense apresentada pelo canal MTV, tendo sido criada em 1984, para enaltecer os melhores videoclipes do ano. Originalmente concebido como uma alternativa irreverente aos Grammy Awards, o VMA se mantém há décadas como uma das premiações mais populares no mundo.
É apresentado todos os anos, sendo emitido nos EUA pela MTV - assim MTV2 e a VH1, entre outras estações pertencentes à Viacom, desde 2014 - e estações da MTV de várias partes do mundo. A premiação normalmente acontece em Nova Iorque ou no condado de Los Angeles (em Los Angeles ou Inglewood), mas já se realizou em Las Vegas (uma vez), Miami (duas vezes), Newark (três vezes) e no hamlet de Elmont, em Long Island (uma vez). Sendo assim, o evento já passou por cinco estados norte-americanos: Nova Iorque, Califórnia, Flórida, Nevada e Nova Jérsia.
As estatuetas entregues aos vencedores são chamadas de "Moonperson" ("Pessoa da Lua") - até 2016, eram chamadas de  "Moonman" ("Homem da Lua") -, dado que as mesmas representam um astronauta na Lua, uma das primeiras representações da MTV. A cerimônia é marcada pelas performances, sendo elas polêmicas, marcantes e/ou icônicas por parte dos artistas. Com o passar dos anos, suas categorias foram reformuladas, a fim de prestigiar mais os artistas e as músicas, mas não deixando de lado os videoclipes.
Em 2024, Taylor Swift se tornou a artista solo que mais VMAs venceu. Segue-se Beyoncé, e Madonna, que é a terceira mais premiada, com 20 troféus. Em quarto, com 18 prêmios, estão Lady Gaga e Justin Timberlake. Eminem é o rapper que mais VMAs ganhou, com um total de 15 vitórias. O artista que ganhou mais VMAs em uma única edição foi Peter Gabriel, que na edição de 1987 recebeu dez prêmios, sendo que nove deles foram pelo videoclipe de "Sledgehammer" - fazendo dele o videoclipe mais premiado da história do VMA. Em 2023, Taylor Swift se tornou a segunda artista mais premiada em uma noite, com nove prêmios, incluindo o referente à categoria "Concerto do Verão (Show of The Summer)", apenas atribuído nesse ano. O segundo videoclipe mais premiado é o de "Bad Romance", de Lady Gaga, que recebeu 7 VMAs em 2010. Seguem-se "Take On Me", do A-ha, "Formation", de Beyoncé, "Tonight, Tonight", do The Smashing Pumpkins, "Weapon of Choice", de Fatboy Slim, "Boulevard of Broken Dreams", do Green Day, e "HUMBLE.", de Kendrick Lamar", todos com 6 vitórias. Beyoncé é a artista que mais indicações recebeu, com 85 (incluindo oito indicações pelo seu trabalho enquanto membro do duo The Carters). 
Quanto ao prêmio mais cobiçado do evento, o de Vídeo do Ano, quem o venceu mais vezes foi Taylor Swift, com "Bad Blood" (em 2015), "You Need To Calm Down" (em 2019), "All Too Well: The Short Film" (em 2022)", Anti-Hero" (em 2023) e "Fortnight" (em 2024). Rihanna venceu o prêmio duas vezes - a primeira com "Umbrella" (em 2007) e a segunda com "We Found Love" (em 2012) -, assim como Beyoncé - com "Single Ladies (Put a Ring On It") (em 2009) e "Formation (em 2016) - e Eminem - com "The Real Slim Shady" (em 2000) e "Without Me" (em 2002). Se considerarmos a participação de Kendrick Lamar no single "Bad Blood", de Taylor Swift, e tendo em conta que o rapper venceu o VMA de Vídeo do Ano em 2017, com "HUMBLE.", também se pode considerar que ele se junta a este grupo.

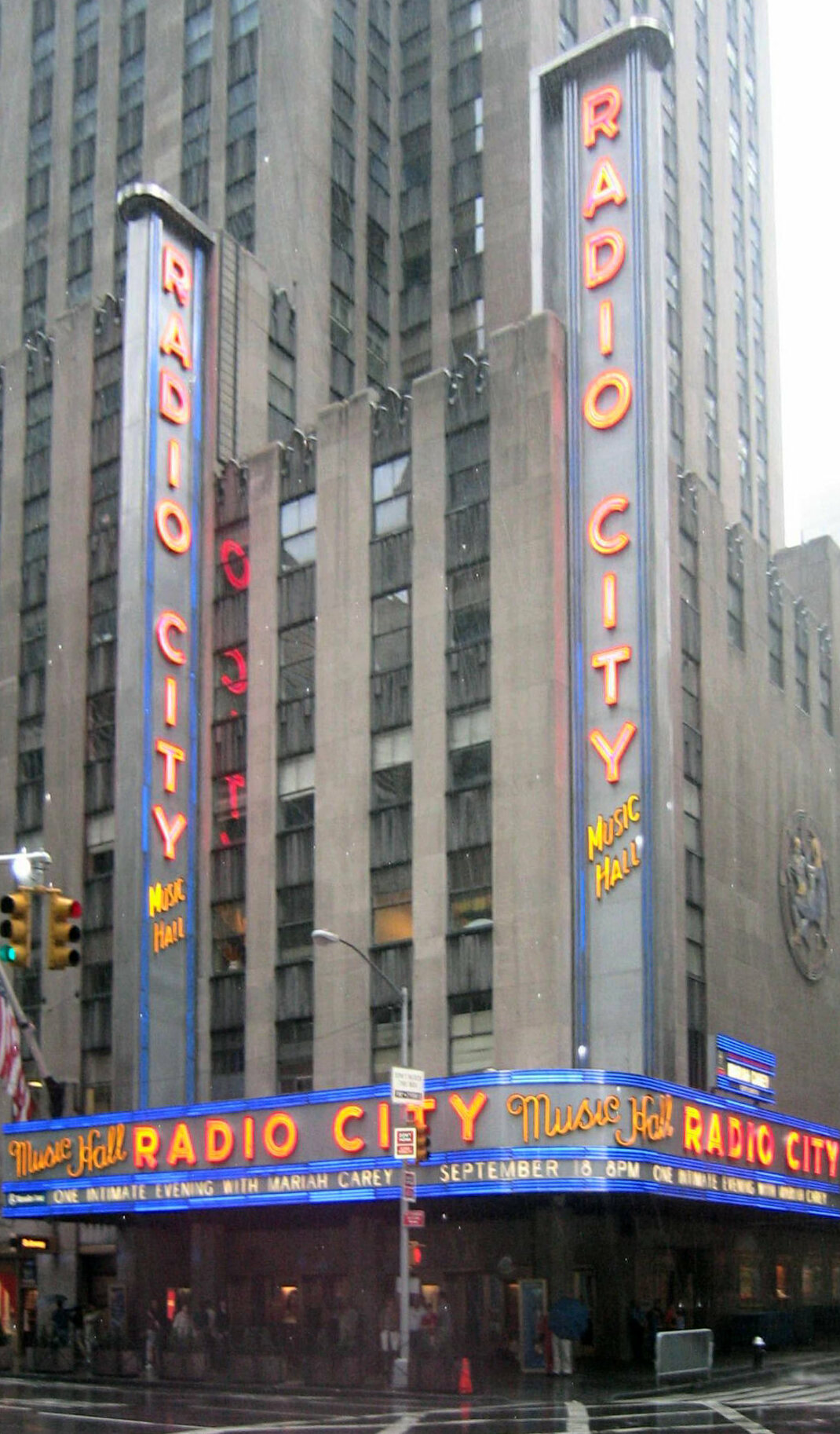
Radio City Music Hall, em Nova Iorque, local que sediou 12 edições do VMA, incluindo a primeira.

## Década de 1980

### 1984
A atuação de Madonna na primeira edição dos MTV Video Music Awards é considerada uma atuação icônica na história da música. Ela subiu ao palco para cantar "Like a Virgin", usando um vestido de noiva, e seu cinto "Boy Toy", sua marca registrada. Durante a apresentação, Madonna rolou pelo chão, revelando suas ligas e meias de seda, ao mesmo tempo que fazia movimentos sexualmente sugestivos. Contudo, o moonman de Melhor Vídeo Feminino foi para sua "rival" musical da época, Cyndi Lauper, com "Girls Just Wanna Have Fun".
David Bowie, os Beatles e o diretor Richard Lester receberam os primeiros Video Vanguard Awards, por seu trabalho pioneiro na arte do videoclipe.

### 1985
O segundo VMA foi novamente realizado no Radio City Music Hall e foi apresentado pelo ator Eddie Murphy. Don Henley venceu na categoria Vídeo do Ano e outros três moonmen com "The Boys of Summer". O moonman de "Melhor Video Feminino" foi para "What's Love Got To Do With It", de Tina Turner.

### 1986
Madonna recebeu o prêmio Video Vanguard Award. O maior vencedor da noite foi o grupo norueguês A-ha, que ganhou oito dos onze prêmios que disputava, sendo que seis deles foram pelo videoclipe do hit "Take On Me". Whitney Houston ganhou o prêmio de Melhor Vídeo Feminino, com "How Will I Know".

### 1987
Peter Gabriel ganhou os dez prémios para os quais estava indicado, com o sucesso de "Sledgehammer". Ainda hoje, é o único artista a ganhar dez prêmios numa única edição. O moonman de Melhor Vídeo Feminino foi para Madonna, com "Papa Don't Preach", e o de Melhor Performance de Palco foi para o Bon Jovi.

### 1988
Foi apresentado pelo comediante Arsenio Hall. Michael Jackson fez sua primeira performance no VMA, com a canção "Bad", embora a performance tenha sido pré-gravada durante um show de sua turnê em Londres. Ele também foi premiado com o Video Vanguard Award, que mais tarde foi renomeado em sua homenagem. A banda de rock australiana INXS foi a mais premiada do ano, ganhando cinco de suas nove indicações, incluindo o prêmio de Vídeo do Ano por "Need You Tonight".

### 1989
Madonna abriu a cerimônia com seu hit "Express Yourself", que serviu de prévia do que seria sua digressão Blond Ambition World Tour.  Durante a noite, quando ela ganhou o prêmio "Escolha da Audiência" (patrocinado pela Pepsi) pelo vídeo de "Like a Prayer", ela agradeceu, em tom sarcástico, à Pepsi "por causar tanta controvérsia". Na época, a Pepsi pagou a Madonna 5 milhões de dólares para ela fazer um comercial da marca com a estreia mundial de "Like a Prayer". Quando os executivos da Pepsi viram o polêmico clipe de Madonna, retiraram o comercial do ar após apenas duas exibições.
Jon Bon Jovi e Richie Sambora fizeram uma performance acústica dos sucessos "Wanted Dead or Alive e "Livin' on a Prayer", e serviram de inspiração à MTV para a criação do MTV Unplugged.
Paula Abdul foi indicada a seis prêmios, ganhando quatro. Ela comandou o palco com um medley de sete minutos, com seus hits número um: "Straight Up", "Hearted Cold" e "Forever Your Girl". Depois de se apresentar com Tom Petty, o guitarrista da banda Guns N' Roses, Izzy Stradlin, foi agredido pelo vocalista do Mötley Crüe, Vince Neil, levando a uma briga verbal entre Neil e o vocalista do Guns N' Roses, Axl Rose.

## Década de 1990

### 1990
O evento foi realizado em 6 de setembro no Universal Amphitheatre, com Arsenio Hall retornando como apresentador. Madonna fez uma performance de  "Vogue" com ela e seus dançarinos vestidos com uma temática do século XVIII francês, com Madonna tendo grande semelhança com Maria Antonieta. A cantora foi uma das maiores vencedoras da noite, levando para casa três prêmios. Sinéad O'Connor também levou três prêmios, incluindo o de Vídeo do Ano. A banda Faith no More fez uma performance de "Epic". Janet Jackson recebeu o Video Vanguard Award" e performou "Black Cat".

### 1991
O prêmio Video Vanguard Award é renomeado para "Michael Jackson Video Vanguard Award". Um conflito entre o vocalista do Poison, Bret Michaels, e CC DeVille culminou em uma briga. DeVille foi demitido e substituído pelo guitarrista Richie Kotzen. O ator Paul Reubens fez sua primeira aparição pública após ser preso por conduta lasciva no início daquele ano, subindo ao palco com o traje de seu famoso personagem Pee Wee Herman. Nesta edição do VMA, aconteceu a última aparição da banda Kiss com o integrante Eric Carr, antes da morte de Carr, que aconteceria em novembro.Prince cantou "Gett Off" vestindo uma calça de malha amarela que expunha suas nádegas. Suas calças foram parodiadas inúmeras vezes em programas e filmes de comédia.

### 1992
A MTV pediu à banda Nirvana que tocasse "Smells Like Teen Spirit", mas a banda queria tocar as novas canções "Rape Me" e "Tourette". A banda aceitou tocar "Teen Spirit" ou "Lithium". Na performance, Nirvana começou a tocar, e Kurt Cobain cantou as primeiras estrofes de "Rape Me", para depois começar a tocar "Lithium". Perto do fim da canção, frustrado com o fato de seu amplificador ter parado de funcionar, o baixista Krist Novoselic decidiu jogá-lo para cima, fazendo com que o mesmo caísse em sua testa, obrigando-o a sair do palco cambaleando.
Nos bastidores, antes do show, Axl Rose desafiou Cobain para uma luta. Dave Grohl correu para o microfone e gritou: "Ei, Axl! Onde está o Axl?" repetidamente. Guns N' Roses fez uma apresentação de "November Rain" com a participação de Elton John. Por causa da discussão que Axl teve com Cobain, Cobain cuspiu nas teclas do que ele pensava ser o piano de Axl. Cobain revelou mais tarde que ele ficou chocado ao ver que era o piano de Elton John.

### 1993
Madonna abriu o evento com uma performance de "Bye Bye Baby". RuPaul e Milton Berle tiveram conflitos nos bastidores, mas apresentaram um prêmio juntos. Quando Berle inadequadamente tocou os seios de RuPaul, RuPaul disse: "Então, você costumava usar vestidos, mas agora você está usando fraldas." O rapper Snoop Dogg apresentou o prêmio de Melhor Vídeo R&B com Dr. Dre e George Clinton. Na época, Snoop era procurado por conexão com o assassinato de um membro de uma gangue de Los Angeles, ocorrido uma semana antes. A banda Pearl Jam levou vários prêmios, apresentou sua nova canção, "Animal", e encerrou tocando "Rockin' in The Free World", ao lado de Neil Young. Janet Jackson encerrou a noite com uma performance de "That's the Way Love Goes" e "If".

### 1994
Meses depois de uma entrevista polêmica e cheia de palavrões ao The Late Show with David Letterman, Madonna foi anunciada para apresentar o prêmio de Video do Ano. Ela apareceu no palco de braços dados com David Letterman e foi ovacionada. Ao microfone, Letterman disse-lhe: "Estarei no carro. Cuidado com a língua". E saiu. Quando Madonna presenteou o vencedor Aerosmith, Steven Tyler disse, referindo-se aos seus dedos: “Por que Madonna não usa esses dois dedos para se masturbar?”; nisto, Madonna pegou o microfone e respondeu: “Se eu usasse seus dedos, não seria masturbação; seria abuso sexual”.
Casados recentemente, Michael Jackson e Lisa Marie Presley abriram o show e foram ovacionados em pé enquanto caminhavam até o centro do palco de mãos dadas. Depois Michael olha para o público e diz, referindo-se ao relacionamento entre ele e Presley: "Estou muito feliz de estar aqui. E basta pensar, ninguém pensou que isso duraria". Logo depois Jackson agarra Lisa e a beija.

### 1995
Michael Jackson se apresenta pela primeira vez no palco do VMA, com um medley de mais de 15 minutos de suas principais canções. O guitarrista Slash participa tocando guitarra em "Black or White" e no início de "Billie Jean". Courtney Love e sua banda Hole apresentaram a canção "Violet". Esta foi uma das primeiras aparições feitas por Love após a morte de seu marido, Kurt Cobain, e da morte da baixista de sua banda, Kristen Pfaff. Antes de começar a canção, Courtney disse: "Isto é para Kurt, e Kristen, e River e Joe, e hoje Joni Abbott; isto é para vocês." Love também causou rebuliço no pós-show quando ela interrompeu uma entrevista de Kurt Loder com Madonna. O grupo TLC foi o grande vencedor da noite, levando quatro prêmios, incluindo os de Escolha dos Espectadores, Melhor Vídeo de um Grupo e Vídeo do Ano.

### 1996
Os quatro membros originais do Van Halen receberam 20 segundos de ovação no palco, sendo essa a primeira aparição pública deles juntos desde o término, em abril de 1985. Porém, nos bastidores, após apresentarem um prêmio atribuído a Beck, a reunião azedou amargamente e David Lee Roth e Eddie Van Halen quase se agrediram. Roth divulgou um comunicado pedindo desculpas aos fãs, afirmando que ele era um participante involuntário de um golpe publicitário para vender mais cópias da coletânea de maiores sucessos da banda. No dia seguinte, Eddie e Alex Van Halen divulgaram um comunicado, afirmando que eles haviam sido honestos com Roth e que nunca levaram ele a acreditar que tinha sido recontratado.
Oasis tocou "Champagne Supernova", com o vocalista Liam Gallagher fazendo gestos rudes para o irmão, Noel. Alanis Morissette tocou "Your House". O início e o fim da canção foram cantados a cappella, enquanto o resto foi tocado com uma guitarra. No final, Alanis ficou emocionada. O recém-reunido Kiss fechou o show com um concerto especial diretamente da Brooklyn Bridge. Tupac Shakur fez sua última aparição pública antes de ser assassinado.

### 1997
Pat Smear anunciou que estava deixando o Foo Fighters no meio da apresentação e apresentou seu substituto, Franz Stahl, que tinha sido membro da banda Scream com Dave Grohl. Puff Daddy apresentou seu sucesso "I'll Be Missing You", dedicado ao recentemente assassinado Notorious B.I.G., com a participação de Sting. As Spice Girls usaram bandas pretas no braço esquerdo em sinal de luto pela morte da Princesa Diana de Gales, receberam o prêmio de Melhor Vídeo Dance por "Wannabe" e cantaram "Say You'll Be There".
Ao receber o prêmio de Melhor Vídeo de Artista Revelação por "Sleep to Dream", Fiona Apple revelou não gostar da vida de celebridade. Apesar de seus comentários serem recebidos com aplausos pela plateia, a reação da mídia foi bem diferente. Muitos consideraram seus comentários  hipócritas. A banda Marilyn Manson apresentou "The Beautiful People". 

### 1998
Brandy e Monica apresentaram seu sucesso "The Boy Is Mine". Madonna fez uma performance de "Shanti/ Ashtangi" e "Ray of Light", com direito a Lenny Kravitz na guitarra. Geri Halliwell fez sua primeira aparição pública desde que deixou as Spice Girls, em maio desse ano. Ela apresentou o Vídeo do Ano, que foi para Madonna, com "Ray of Light". Mariah Carey e Whitney Houston encenaram um momento constrangedor ao subirem ao palco com vestidos iguais. Elas arrancam pedaços de seus vestidos, revelando um corte diferente. Ambas estavam zombando de rumores que diziam que elas eram inimigas.

### 1999
Madonna recebeu uma homenagem de várias drag queens, por seu grande apoio à comunidade gay. Elas usavam looks famosos da cantora e dublaram trechos de alguns de seus maiores sucessos. Lil' Kim apareceu no VMA com um peito todo exposto contendo apenas um pedaço minúsculo de tecido sobre o mamilo. A roupa de Kim tornou-se ainda mais controversa mais tarde, quando ela apareceu no palco com Mary J. Blige e Diana Ross para apresentar o prêmio de Melhor Vídeo de Hip-Hop e Diana Ross colocou sua mão debaixo da mama exposta, sacudindo-a, enquanto Kim ria.
Durante o discurso de aceitação do grupo Beastie Boys, o membro Ad-Rock abordou os casos de agressão sexual que ocorreram durante o festival Woodstock '99. Ele prometeu garantir mais segurança ao público em seus shows e pediu que os outros artistas fizessem o mesmo. Afeni Shakur e Voletta Wallace, as mães dos assassinados Tupac Shakur e The Notorious BIG, se reuniram pela primeira vez, para honrar a memória de seus filhos. TLC ganhou o prêmio de
Melhor Vídeo de um Grupo por "No Scrubs", batendo o favoritismo das boybands da época. O grupo recebeu uma ovação de pé da plateia. Britney Spears fez sua estreia no VMA cantando seu single "...Baby One More Time" e anuncia NSYNC, que canta  "Tearin' Up My Heart".

## Década de 2000

### 2000
No primeiro VMA dos anos 2000, Eminem começa sua apresentação de "The Real Slim Shady" fora do Radio City Music Hall, na Sexta Avenida, seguido por um exército de 'clones' dele, vestindo as mesmas roupas, e com os cabelos tingidos de loiro. Ele caminha até o palco da premiação, finalizado a performance.
Britney Spears apresentou um medley com um cover de "(I Can Get No) Satisfaction", dos Rolling Stones, e seu hit "Oops!... I Did It Again". A performance causou bastante controvérsia, pois Spears começou fazendo um strip-tease, e por baixo da roupa estava usando um traje da cor da sua pele, sendo que, à primeira olhada, parecia que ela estava nua.
Em outro momento do show, Britney subiu ao palco de mãos dadas com Christina Aguilera. As duas desmentiram rumores de que eram rivais e apresentaram Whitney Houston. Naquela altura, Houston era um dos principais focos da imprensa nos Estados Unidos, seja por seu comportamento polêmico, seja por rumores de que era viciada em drogas, que começaram após ela ser presa no Aeroporto Internacional de Honolulu por porte de maconha. No final da apresentação, ela levantou a cabeça e foi ovacionada de pé, chamando seu marido, Bobby Brown - recentemente libertado da prisão - para apresentar o prêmio de Vídeo do Ano, atribuído a Eminem.

### 2001
A cerimônia foi dedicada à memória da cantora e atriz Aaliyah, que estava escalada para apresentar um prêmio naquela noite, mas morreu 12 dias antes, em um acidente de avião de pequeno porte. Outra homenagem foi feita pelo U2, para o cantor punk Joey Ramone, que morreu de linfoma quatro meses antes.
Um problema técnico marcou a apresentação do U2. Durante o momento exato em que a performance iria começar, o sinal principal da MTV caiu e imediatamente um intervalo comercial começou, sendo que os primeiros minutos do show não foram transmitidos. Durante este período, o grupo foi avisado e teve que interromper a apresentação até que o sinal retornasse. Ao ser avisado do retorno, o grupo recomeçou a apresentação, mas o sinal caiu novamente. Dois minutos mais tarde, ele retorna, e pela segunda vez o grupo teve que recomeçar a apresentação. Contrariado e constrangido com a situação, o vocalista Bono comentou a situação: "A MTV esqueceu de pagar a conta de luz".
Britney Spears fez outra performance memorável, quando subiu ao palco para cantar seu novo single, "I'm a Slave 4 U". A performance é mais lembrada por ter apresentado a cantora dançando brevemente com uma pitão amarela em seus ombros. Michael Jackson fez uma aparição surpresa no final da apresentação do 'N Sync, quando, cercado por membros do grupo, fez alguns de seus movimentos de dança ao som de um beatboxing feito por Justin Timberlake.

### 2002
Essa edição aconteceu no dia do aniversário de Michael Jackson e, como homenagem, a MTV colocou a Britney Spears para levar um bolo e entregar um presente simbólico a Michael. Enquanto ela discursava, disse que o considerava "o artista do milênio". Jackson entendeu que estava ganhando o prêmio de "artista do milênio".
Christina Aguilera chocou a plateia ao aparecer vestindo uma roupa curta e maquiagem pesada, um contraste com a imagem que todos antes tinham dela. Ela também fez parte de um momento constrangedor na premiação, ao entregar o prêmio de Melhor Vídeo Masculino para Eminem, que já a havia insultado. Eminem, por sua vez, teve um confronto com Moby, que havia chamado a música do rapper de misógina e homofóbica. Quando Eminem subiu ao palco para receber o prêmio entregue por Aguilera, ele desafiou Moby para uma luta. Shakira faz uma performance da canção "Objection (Tango)". Avril Lavigne ganhou seu primeiro prêmio, como Artista  Revelação em Um Vídeo. Axl Rose revelou a nova formação do Guns N' Roses e a banda encerrou a premiação.

### 2003
O grande momento desta edição aconteceu logo na abertura, quando Britney Spears e Christina Aguilera apareceram vestidas de noiva, cantando "Like a Virgin", sucesso de Madonna, no que foi uma releitura da apresentação histórica da cantora realizada na primeira edição da premiação, em 1984. Diversos elementos foram repetidos, como o bolo de casamento, os vestidos de noiva e os cintos "Boy Toy", só que agora usados por Aguilera e Spears. Madonna aparece logo em seguida, interpretando o "noivo". As três cantoras passam a interagir enquanto apresentam "Hollywood" e Madonna beija a boca de Spears e Aguilera. Elas terminam a performance com a participação da rapper Missy Elliott. Essa se tornou uma das apresentações mais lembradas e aclamadas de todos os tempos da cultura pop.
Ainda aconteceu a primeira apresentação solo de Beyoncé. Ela desceu de ponta cabeça no palco, cantando "Baby Boy"; em seguida, o apresentou seu primeiro sucesso solo, "Crazy in Love".

### 2004
O VMA desse ano foi realizado em Miami, Florida, sendo a primeira vez que a premiação foi realizada fora de Nova Iorque e Los Angeles. Foi também a primeira edição do VMA sem uma anfitrião. O prêmio de Vídeo do Ano foi para o Outkast, com o hit "Hey Ya!". 

### 2005
Esse VMA - o segundo realizado em Miami - foi o primeiro a ter performances em espanhol, quando Shakira, Alejandro Sanz, Daddy Yankee, Don Omar e Tego Calderón se apresentaram. Também foi a primeira vez em que vídeos de canções em espanhol foram nomeados, com a nova categoria Melhor Vídeo de Um Artista Latino. A banda Green Day levou para casa os moonmen de Melhor Vídeo Rock, Melhor Vídeo de Um Grupo e Vídeo do Ano, que premiaram o clipe de "Boulevard of Broken Dreams", canção que a banda apresentou durante a cerimônia. Eles também levaram o prêmio de Escolha dos Espectadores pelo clipe de "American Idiot".
Kelly Clarkson fez uma apresentação enérgica de seu sucesso "Since U Been Gone", descalça, vestindo uma blusinha rasgada e calças Capri. Com direito a "chuva" no palco, Clarkson se jogou no meio da multidão durante a performance. Gwen Stefani e Snoop Dogg ganharam os prêmios de mais bem vestidos e receberam um valor para doar a uma instituição de caridade à sua escolha.

### 2006
Justin Timberlake e Timbaland abriram a noite com um medley de seus recentes sucessos. Quando Jennifer Lopez anunciou o Vídeo do Ano para o Panic! At The Disco, com "I Write Sins Not Tragedies", um homem saltou da plateia, pegou o microfone e se identificou como "Sixx". O prêmio de Melhor Artista Revelação em Um Vídeo foi para o Avenged Sevenfold. Esta foi a primeira edição da premiação em que o público pôde decidir os vencedores das categorias principais (não-técnicas).

### 2007
Britney Spears fez uma apresentação de seu single '"Gimme More", usando um top brilhante e uma calcinha. Ela foi duramente criticada por sua aparência e por aparentar estar "perdida" durante a apresentação. A performance recebeu críticas negativas e foi até parodiada. Chris Brown fez uma performance com vários de seus sucessos, e sua namorada da época, Rihanna, entra no palco ao som do hit "Umbrella". Kid Rock e Tommy Lee se envolveram em uma briga durante a apresentação de Alicia Keys. Lee estava sentado com o mágico Criss Angel, quando os dois foram visitar Diddy, que estava sentado perto de Kid Rock. Kid Rock supostamente foi provocar Tommy Lee, apontando o seu dedo na cara dele. A briga terminou da pior forma e ambos foram acompanhados para fora do resort. 
Justin Timberlake ganhou o prêmio de Melhor Vídeo Masculino, Fergie o de Melhor Video Feminino e o Fall Out Boy o de Melhor Vídeo de Um Grupo. Por fim, Rihanna, a maior vencedora da noite, ganhou os prêmios de Vídeo do Ano e Single Monstro do Ano (antigo Escolha dos Espectadores), por "Umbrella".

### 2008
Rihanna abriu o show com "Disturbia", com uma roupa preta de couro, juntamente de vários dançarinos vestidos de zumbis. Após 16 nomeações e nenhuma vitória, Britney Spears finalmente ganhou três prêmios - inclusivamente o de Vídeo do Ano -, neste caso, com o videoclipe de "Piece Of Me". 
O apresentador, Russell Brand, fez comentários maldosos sobre os Jonas Brothers usarem anéis de pureza. Brand foi severamente criticado por isso, e ele confirmou seu pedido de desculpas no MTV Video Music Awards de 2009. Durante a introdução da performance de T.I. e Rihanna, Jordin Sparks, que também usava um anel de pureza, defendeu os Jonas Brothers.

### 2009
A premiação começou com uma homenagem de Madonna a Michael Jackson, que havia falecido recentemente. Depois, dançarinos fizeram performances com os maiores hits do Rei do Pop, que se encerraram com Janet Jackson cantando "Scream". Mais tarde, a premiação mostrou ao mundo um trailer do documentário This is It.

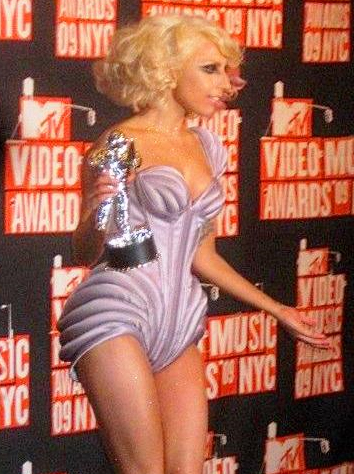
Lady Gaga com um moonman no VMA 2009.

Lady Gaga, ao cantar "Paparazzi", chocou o público quando, no palco, simulou ter sido baleada e sangrar. No dia seguinte, o jornal americano The New York Times publicou uma nota, elogiando a performance e considerando uma das melhores. Gaga ganha seu primeiro moonman com o prêmio de Vídeo Revelação por "Poker Face".
Taylor Swift ganhou seu primeiro VMA, neste caso o prêmio de Melhor Vídeo Feminino, por "You Belong With Me". Durante seu discurso de agradecimento, o rapper Kanye West apareceu inesperadamente no palco. Ele tomou o microfone de Swift e falou, referindo-se ao videoclipe de "Single Ladies", de Beyoncé: "Yo, Tay, eu estou realmente feliz por você, mas Beyoncé tem um dos melhores vídeos de todos os tempos. Um dos melhores vídeos de todos os tempos!". Depois, West deu o microfone de volta para Swift, e ela não terminou o seu discurso. No entanto, quando Beyoncé ganhou o prêmio de Vídeo do Ano" para "Single Ladies", ela chamou Swift ao palco para ela "ter o seu momento".
Lady Gaga e Beyoncé receberam cada uma nove indicações e venceram três cada. Green Day também ganhou três prêmios por "21 Guns". Britney Spears ganhou seu quarto moonman, na categoria de Melhor Video Pop, por "Womanizer", porém não compareceu ao evento, pois estava em turnê.

## Década de 2010

### 2010
Eminem abriu a premiação com o hit  "Love The Way You Lie", ao lado de Rihanna. Lady Gaga quebrou o recorde de maior número de indicações em uma única edição, com 13, levando para casa oito prêmios (sete para "Bad Romance"' e um para "Telephone"). Durante o discurso do recebimento do prêmio de Vídeo do Ano, por "Bad Romance", Lady Gaga, que usava um chocante e icônico vestido de carne, revelou o título de seu álbum seguinte, Born This Way, e cantou uma parte da faixa-título. Justin Bieber ganhou o prêmio de Artista Revelação.

### 2011

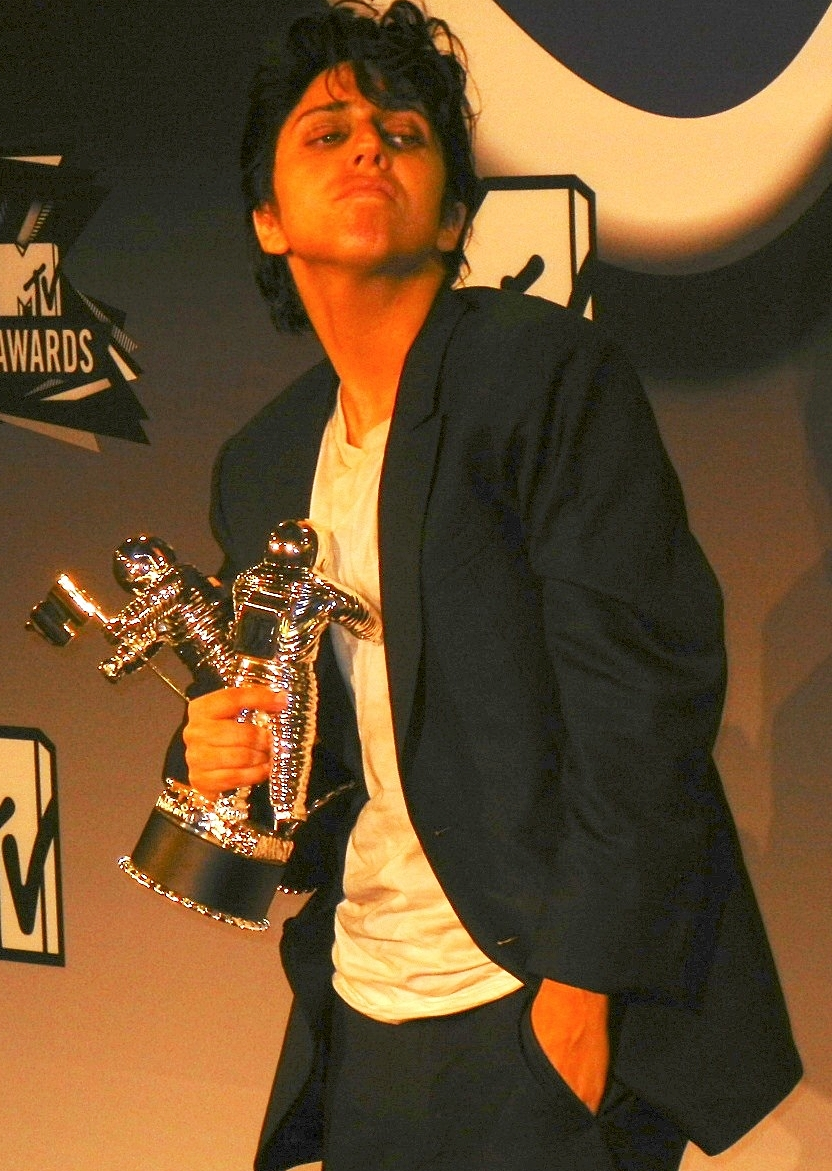
Lady Gaga com o seu alter ego, Jo Calderone, no VMA 2011.

A premiação começou com Lady Gaga encarnada em seu alter ego masculino, Jo Calderone, e apresentando seu então novo single, "Yoü and I". Ela retornou ao palco, ainda em seu alter ego, para apresentar um tributo a Britney Spears, que recebeu o Video Vanguard Award. As duas brincaram sobre repetir o beijo que Britney e Madonna deram, 8 anos antes, mas Spears disse que já tinha feito isso antes.  
A cantora britânica Jessie J, que estava com o tornozelo machucado, fazia números de transição entre os intervalos. Beyoncé cantou "Love On Top" e anunciou sua primeira gravidez, sendo o momento mais comentado da noite nas redes sociais.
Também aconteceu uma homenagem à cantora Amy Winehouse, que tinha falecido em julho desse ano; Russell Brand fez um monólogo sobre seus pensamentos sobre ela e Tony Bennett mostrou uma prévia de sua colaboração com ela em seu álbum Duets II. Depois, Bruno Mars cantou "Valerie" em sua homenagem.
Nesse ano, foi criada a categoria de "Melhor clipe com uma mensagem", e o primeiro prêmio foi dado a Lady Gaga e sua canção "Born This Way". Katy Perry foi uma das maiores vencedoras da noite, recebendo três prêmios, o de Melhor Colaboração e o de Melhores Efeitos Especiais, por "E.T. (feat. Kanye West)", e o Vídeo do Ano, com "Firework". 

### 2012
Com uma queda brusca na audiência, o VMA de 2012 foi sediado no Staples Center, no dia 6 de setembro, voltando a ser realizado numa quinta-feira, algo que não ocorria há algumas edições.
A abertura ficou por conta da Rihanna com "Cockiness (Love it)" e "We Found Love", com participação de Calvin Harris. O show também teve apresentações do One Direction, Green Day, Alicia Keys, Lil Wayne com 2 Chainz, P!nk e  Taylor Swift, que encerrou a noite.
Nicki Minaj levou o prêmio de Melhor Vídeo Feminino por "Starships". One Direction levou os prêmios de Melhor Vídeo Pop e Artista Revelação, e Demi Lovato levou o de Melhor Clipe Com Uma Mensagem, com "Skyscraper", e também se apresentou no pré-show, com "Give Your Heart a Break".
Já o prêmio de Vídeo do Ano foi para Rihanna e Calvin Harris, com o sucesso "We Found Love".

### 2013
A premiação voltou a ser sediada em Nova Iorque após quatro anos, mais precisamente no Brooklyn. Ariana Grande se apresentou pela primeira vez, neste caso, no pré-show, com "Baby I" e "The Way". 
A abertura da cerimônia ficou por conta de Lady Gaga cantando "Applause", caracterizada por uma constante troca de figurinos e perucas que remetiam para fases anteriores da sua carreira.
A apresentação mais comentada da edição foi a de Miley Cyrus, que abriu sua performance com "We Can't Stop", juntando-se, em seguida, a Robin Thicke, que subiu ao palco para cantar o êxito "Blurred Lines". Cyrus então se despiu e ficou com uma lingerie de cor "nude" e começou a dançar com Thicke, agarrando sua virilha com um dedo gigante de espuma. A performance causou polêmica.
Justin Timberlake fez uma performance especial com os seus maiores sucessos, e de surpresa, fez uma mini-reunião com os integrantes de seu antigo grupo, 'N Sync. Ele também recebeu o Video Vanguard Award.
O prêmio de Melhor Vídeo Feminino foi para Taylor Swift, com "I Knew You Were Trouble", e o de Melhor Vídeo Pop foi para Selena Gomez, com "Come & Get It". O prêmio de 'Melhor Vídeo de Rock' foi para a banda 30 Seconds To Mars, com "Up in the Air", e o Vídeo do Ano foi para Justin Timberlake, com "Mirrors". O fechamento da premiação ficou por conta de Katy Perry, com "Roar".

### 2014
Realizado em Inglewood, na Califórnia, a abertura do evento ficou por conta de Ariana Grande, com "Break Free", que também recebeu o prêmio de Melhor Vídeo Pop, por "Problem". Logo em seguida, Nicki Minaj subiu ao palco para apresentar "Anaconda" e, então, Grande e Minaj se juntaram à Jessie J para a apresentação de "Bang Bang"; porém Nicki não estava pronta e teve de segurar o vestido para não exibir seus seios.
Beyoncé foi a grande homenageada da noite, apresentando um medley de seu último álbum, e recebendo o Video Vanguard Award, e levando também outros três prêmios naquela noite.
Katy Perry, vencedora do prêmio de Melhor Vídeo Feminino, com "Dark Horse", usou um vestido jeans em homenagem ao ex-casal Britney Spears e Justin Timberlake. Miley Cyrus levou um rapaz para aceitar o prêmio de Vídeo do Ano, por "Wrecking Ball", em seu lugar.

### 2015
Realizado em Los Angeles, a apresentação do evento ficou por conta de Miley Cyrus, que também foi a responsável pelo fechamento do evento com a performance de "Dooo It!", junto de um grupo de drag queens que participaram do RuPaul's Drag Race, e anunciou o lançamento gratuito de seu quinto álbum de estúdio, Miley Cyrus and Her Dead Petz. O estilista Jeremy Scott redesenhou o "homem da lua", marcando a segunda vez que a estátua foi transformada.
A abertura foi uma performance de Taylor Swift e Nicki Minaj, simulando uma briga após uma discussão nas redes sociais. Taylor foi a grande vencedora da noite, com quatro prêmios, incluindo o de "
Vídeo do Ano, por "Bad Blood". Minaj levou o prêmio de Melhor Vídeo Hip-Hop.
Britney Spears apresentou o primeiro prêmio da noite Melhor Vídeo Masculino, vencido por Bruno Mars e Mark Ronson, com "Uptown Funk". Demi Lovato apresentou "Cool for the Summer", com participação de Iggy Azalea, em frente ao The Orpheum Theatre. Kanye West recebeu o Video Vanguard Award, apresentado por Taylor Swift. Ele encerrou seu discurso de aceitação afirmando que iria concorrer à presidência em 2020.

### 2016
De volta em Nova Iorque, a premiação aconteceu no dia 28 de agosto, no Madison Square Garden. A abertura ficou por conta de Rihanna, que se apresentou quatro vezes ao longo do evento e foi a honrada com o Video Vanguard Award, entregue por Drake, que fez um discurso em homenagem à cantora.
Beyoncé apresentou um impactante medley de seu álbum visual, Lemonade, e foi a grande vencedora da noite, ganhando oito prêmios. Britney Spears retornou ao palco para uma performance após nove anos, apresentando seu então novo single, "Make Me...", e um cover de "Me, Myself & I", com o rapper G-Eazy, com quem dividiu o palco. Também teve performances de Ariana Grande e Nicki Minaj, com "Side To Side", The Chainsmokers e Halsey, com "Closer", entre outros.

### 2017
A cerimônia foi realizada em 27 de agosto no The Forum, em Inglewood, Califórnia. A sua apresentação ficou a cargo de Katy Perry e teve um forte tom político. Em um reflexo das mudanças das normas culturais, o VMA eliminou as separações entre categorias para homens e mulheres, e rebatizou a estatueta entregue aos premiados, antes chamada de "Homem da Lua" e que a partir desta edição passou a ser conhecida como "Pessoa da Lua".
Pink foi a homenageada da noite com o Video Vanguard Award, entregue por Ellen Degeneres. A cerimônia também foi marcada pela estreia exclusiva do clipe de "Look What You Made Me Do", de Taylor Swift. Logic cantou a música "1-800-273-8255" junto de Alessia Cara e Khalid. No palco havia sobreviventes de tentativas de suicídio, que usavam camisetas com o número de telefone da linha de apoio a pessoas com pensamentos suicidas na frente, e a frase "You Are Not Alone" ("Você Não Está Sozinho/a") escrita nas costas. No início da apresentação do Fifth Harmony, havia cinco silhuetas; uma delas cai do palco, fazendo referência à saída de Camila Cabello do grupo no ano anterior. Jared Leto prestou homenagem a Chester Bennington do Linkin Park, e a Chris Cornell, que morreram nos três meses anteriores.
Kendrick Lamar foi o grande vencedor da premiação. O rapper, que competia em oito categorias, levou seis prêmios incluindo Melhor Vídeo de Hip-hop e Melhor Direção. O mesmo também abriu a festa com uma performance incendiária de "Humble", clipe que ganhou a categoria de Vídeo do Ano. O evento também entregou prêmios para Fifth Harmony, Twenty One Pilots, Kanye West, Khalid, Zedd, Alessia Cara e Zayn em colaboração com Taylor Swift. 

### 2018
A cerimônia foi realizada no Radio City Music Hall, em Nova York, no dia 20 de agosto e foi exibida, pela primeira vez, em uma segunda-feira. Homenageada da noite, Jennifer Lopez subiu ao palco para cantar alguns dos maiores hits de sua carreira, e recebeu o Video Vanguard Award.
Com a abertura de Cardi B, que fingiu estar segurando sua filha, a rapper fez a primeira apresentação da noite, neste caso, para a atuação de Shawn Mendes. Nicki Minaj recebeu o prêmio de Melhor Vídeo de Hip-hop por "Chun-Li", e foi de helicóptero até o The Oculus, um dos pontos turísticos de Nova York, para sua performance. Ariana Grande recebeu o prêmio de Melhor Clipe Pop, e apresentou "God Is a Woman", com o palco cheio de dançarinas, fazendo referência à Santa Ceia. 
Camila Cabello foi destaque, levando os prêmios de Artista do Ano e o de Vídeo do Ano, por Havana". Camila recebeu este último prêmio das mãos de Madonna, que apareceu na cerimônia para homenagear a cantora então recentemente falecida Aretha Franklin. Porém, a homenagem foi criticada, já que o discurso era mais relacionado à própria Madonna do que a Franklin, o que fez os críticos descreverem o tributo como "bizarro", e como "uma longa anedota sobre ela mesma".
Childish Gambino levou o prêmio de Melhor Vídeo Com Uma Mensagem" com "This Is America". Representando a música latina, Maluma apresentou "Felices Los 4". Post Malone, um dos vencedores da noite, cantou seu hit "Rockstar". Encerrando a noite, o rapper se juntou ao Aerosmith para tocar guitarra durante a música "Dream On".

### 2019
O show de 2019 foi realizado no Prudential Center, em Newark. Esta foi a primeira vez que o VMA aconteceu no estado de Nova Jersey. O show foi apresentado pelo comediante Sebastian Maniscalco. Taylor Swift ganhou três prêmios, incluindo o de Vídeo do Ano, por "You Need to Calm Down". O hit "Old Town Road", de Lil Nas X e Billy Ray Cyrus, ganhou dois prêmios, incluindo o de  Canção do Ano. Missy Elliott recebeu o Video Vanguard Award, apresentado por Cardi B, e apresentou um medley de sucessos.
Shawn Mendes e Camila Cabello apresentaram seu sucesso "Señorita" pela primeira vez. Lizzo apresentou seus singles "Truth Hurts" e "Good as Hell". Normani fez uma apresentação de seu single "Motivation". Rosalía se tornou a primeira artista espanhola a se apresentar no VMA, com um medley de "A Ningún Hombre", "Yo x Ti, Tu x Mi" (ao lado de Ozuna), e "Aute Cuture". Ela também ganhou os prêmios de Melhor Artista Latino e Melhor Coreografia, por "Con Altura". Marc Jacobs recebeu o primeiro prêmio (e, até agora, o único) MTV Fashion Trailblazer.

## Década de 2020

### 2020
O evento foi realizado em 30 de agosto. O show foi originalmente programado para acontecer no Barclays Center, no Brooklyn, mas devido à pandemia de COVID-19, a premiação acabou por ser realizada ao "ar livre", por questões de segurança relacionadas pela pandemia, que estava em seu auge. Por essa razão, foram utilizados vários prédios e bairros diferentes de Nova York. Pela primeira vez em sua história, o VMA foi transmitido simultaneamente na televisão aberta americana, neste caso, através da The CW.
Keke Palmer apresentou a cerimónia em direto do Empire State Building. The Weeknd ganhou o prêmio de Vídeo do Ano, por "Blinding Lights", que também cantou na abertura do show. Durante seu discurso, ele demonstrou apoio ao movimento Black Lives Matter e exigiu justiça para Breonna Taylor e Jacob Blake. 
Lady Gaga recebeu o primeiro (e, até agora o único) Tricon Award. Após fazer seu discurso, Gaga apresentou um medley de suas músicas do seu então recente álbum, "Chromatica", incluindo o hit "Rain on Me", que foi apresentado com Ariana Grande. Grande também ganhou quatro prêmios, incluindo os Canção do Ano e Melhor Colaboração. A cerimônia foi dedicada ao ator Chadwick Boseman, que morreu menos de 48 horas antes da premiação, devido a um câncer de cólon.

## Lista das Cerimônias
| Ano  | Data             | Local                                 | Cidade                 | Apresentadores                                                                       | Vencedores do "Video of the Year"                                                                     |
| ---- | ---------------- | ------------------------------------- | ---------------------- | ------------------------------------------------------------------------------------ | --- |
| 1984 | 14 de Setembro   | Radio City Music Hall                 | Nova York              | Dan Aykroyd e Bette Midler                                                           | "You Might Think" - The Cars (dirigido por Jeff Stein and Charlex)                                    |
| 1985 | 13 de Setembro   | Radio City Music Hall                 | Nova York              | Eddie Murphy                                                                         | "The Boys of Summer" - Don Henley (dirigido por Jean-Baptiste Mondino)                                |
| 1986 | 5 de de Setembro | The Palladium, Universal Amphitheatre | Nova York, Los Angeles | VJs: "Downtown" Julie Brown, Mark Goodman, Alan Hunter, Martha Quinn e Dweezil Zappa | "Money for Nothing" - Dire Straits (dirigido por Steve Barron)                                        |
| 1987 | 11 de Setembro   | Universal Amphitheatre                | Los Angeles            | VJs: "Downtown" Julie Brown, Carolyne Heldman, Dweezil Zappa e Kevin Seal            | "Sledgehammer" - Peter Gabriel (dirigido por Stephen R. Johnson)                                      |
| 1988 | 7 de de Setembro | Universal Amphitheatre                | Los Angeles            | Arsenio Hall                                                                         | "Need You Tonight" / "Mediate" - INXS (dirigido por Richard Lowenstein)                               |
| 1989 | 6 de Setembro    | Universal Amphitheatre                | Los Angeles            | Arsenio Hall                                                                         | "This Note's for You" - Neil Young (dirigido por Julien Temple)                                       |
| 1990 | 6 de Setembro    | Universal Amphitheatre                | Los Angeles            | Arsenio Hall                                                                         | "Nothing Compares 2 U" - Sinéad O'Connor (dirigido por John Maybury)                                  |
| 1991 | 5 de Setembro    | Universal Amphitheatre                | Los Angeles            | Arsenio Hall                                                                         | "Losing My Religion" - R.E.M. (dirigido por Tarsem Singh)                                             |
| 1992 | 9 de Setembro    | Pauley Pavilion (UCLA)                | Los Angeles            | Dana Carvey                                                                          | "Right Now" - Van Halen (dirigido por Mark Fenske)                                                    |
| 1993 | 2 de Setembro    | Universal Amphitheatre                | Los Angeles            | Christian Slater                                                                     | "Jeremy" - Pearl Jam (dirigido por Mark Pellington)                                                   |
| 1994 | 8 de Setembro    | Radio City Music Hall                 | Nova York              | Roseanne Barr                                                                        | "Cryin'" -Aerosmith (dirigido por Marty Callner)                                                      |
| 1995 | 7 de Setembro    | Radio City Music Hall                 | Nova York              | Dennis Miller                                                                        | "Waterfalls" - TLC (dirigido por F. Gary Gray)                                                        |
| 1996 | 4 de Setembro    | Radio City Music Hall                 | Nova York              | Dennis Miller                                                                        | "Tonight, Tonight" - The Smashing Pumpkins (dirigido por Jonathan Dayton & Valerie Faris)             |
| 1997 | 4 de Setembro    | Radio City Music Hall                 | Nova York              | Chris Rock                                                                           | "Virtual Insanity" - Jamiroquai (dirigido porJonathan Glazer)                                         |
| 1998 | 10 de Setembro   | Universal Amphitheatre                | Los Angeles            | Ben Stiller                                                                          | "Ray of Light" - Madonna (dirigido por Jonas Åkerlund)                                                |
| 1999 | 9 de Setembro    | Metropolitan Opera House              | Nova York              | Chris Rock                                                                           | "Doo Wop (That Thing)" - Lauryn Hill (dirigido por Big TV!)                                           |
| 2000 | 7 de Setembro    | Radio City Music Hall                 | Nova York              | Marlon Wayans e Shawn Wayans                                                         | "The Real Slim Shady" - Eminem (dirigido por Dr. Dre e Philip Atwell)                                 |
| 2001 | 6 de Setembro    | Metropolitan Opera House              | Nova York              | Jamie Foxx                                                                           | "Lady Marmalade" - Christina Aguilera, Lil' Kim, Mýa, P!nk e Missy Elliott (dirigido por Paul Hunter) |
| 2002 | 29 de Agosto     | Radio City Music Hall                 | Nova York              | Jimmy Fallon                                                                         | "Without Me" - Eminem (dirigido por Joseph Kahn)                                                      |
| 2003 | 28 de Agosto     | Radio City Music Hall                 | Nova York              | Chris Rock                                                                           | "Work It" - Missy Elliott (dirigido por Dave Meyers)                                                  |
| 2004 | 29 de Agosto     | American Airlines Arena               | Miami                  |                                                                                      | "Hey Ya!" - André 3000 (dirigido por Bryan Barber)                                                    |
| 2005 | 28 de Agosto     | American Airlines Arena               | Miami                  | Sean "Diddy" Combs                                                                   | "Boulevard of Broken Dreams" - Green Day (dirigido por Samuel Bayer)                                  |
| 2006 | 31 de Agosto     | Radio City Music Hall                 | Nova York              | Jack Black                                                                           | "I Write Sins Not Tragedies" - Panic! At The Disco (dirigido por Shane Drake)                         |
| 2007 | 9 de Agosto      | Palms Casino Resort                   | Las Vegas              |                                                                                      | "Umbrella" - Rihanna com Jay-Z (dirigido por Chris Applebaum)                                         |
| 2008 | 7 de Agosto      | Paramount Studios                     | Los Angeles            | Russell Brand                                                                        | "Piece of Me" - Britney Spears (dirigido por Wayne Isham)                                             |
| 2009 | 13 de Agosto     | Radio City Music Hall                 | Nova York              | Russell Brand                                                                        | "Single Ladies (Put a Ring on It)” - Beyoncé (dirigido por Jake Nava)                                 |
| 2010 | 12 de Agosto     | Nokia Theatre                         | Los Angeles            | Chelsea Handler                                                                      | "Bad Romance" - Lady Gaga (dirigido por Francis Lawrence)                                             |
| 2011 | 28 de Agosto     | Nokia Theatre                         | Los Angeles            |                                                                                      | "Firework" - Katy Perry (dirigido por Dave Meyers)                                                    |
| 2012 | 6 de Agosto      | Staples Center                        | Los Angeles            | Kevin Hart                                                                           | "We Found Love" - Rihanna com Calvin Harris (dirigido por Melina Matsoukas)                           |
| 2013 | 25 de Agosto     | Barclays Center                       | Brooklyn, Nova York    |                                                                                      | "Mirrors" - Justin Timberlake (dirigido por Floria Sigismondi)                                        |
| 2014 | 24 de Agosto     | The Forum                             | Inglewood, California  | "Wrecking Ball" - Miley Cyrus (dirigido por Terry Richardson)                        | |
| 2015 | 30 de Agosto     | Microsoft Theater                     | Los Angeles            | Miley Cyrus                                                                          | "Bad Blood" - Taylor Swift com Kendrick Lamar (dirigido por Joseph Kahn)                              |
| 2016 | 28 de Agosto     | Madison Square Garden                 | Nova York              |                                                                                      | "Formation" - Beyoncé (dirigido por Melina Matsoukas)                                                 |
| 2017 | 27 de Agosto     | The Forum                             | Inglewood              | Katy Perry                                                                           | "HUMBLE." - Kendrick Lamar (dirigido por Dave Meyers e The Little Homie)                              |
| 2018 | 20 de Agosto     | Radio City Music Hall                 | Nova York              |                                                                                      | "Havana" - Camila Cabello com Young Thug (dirigido por Dave Meyers)                                   |
| 2019 | 26 de Agosto     | Prudential Center                     | Newark                 | Sebastian Maniscalco                                                                 | "You Need to Calm Down" - Taylor Swift (dirigido por Drew Kirsch e Taylor Swift)                      |
| 2020 | 30 de Agosto     | One Astor Plaza                       | Nova York              | Keke Palmer                                                                          | "Blinding Lights" - The Weeknd (dirigido por Anton Tammi)                                             |
| 2021 | 12 de Setembro   | Barclays Center                       | Nova York              | Doja Cat                                                                             | "Montero (Call Me by Your Name)" - Lil Nas X (dirigido por Lil Nas X e Tanu Muino)                    |
| 2022 | 28 de Agosto     | Prudential Center                     | Newark                 | Jack Harlow, LL Cool J e Nicki Minaj                                                 | "All Too Well: The Short Film" - Taylor Swift" (dirigido por Taylor Swift)                            |
| 2023 | 12 de Setembro   | Prudential Center                     | Newark                 | Nicki Minaj                                                                          | "Anti-Hero" - Taylor Swift (dirigido por Taylor Swift)                                                |
| 2024 | 12 de setembro   | UBS Arena                             | Elmont                 | Megan Thee Stallion                                                                  | "Fortnight" - Taylor Swift com Post Malone (dirigido por Taylor Swift)                                |
| 2025 | 7 de setembro    | UBS Arena                             | Elmont                 | —                                                                                    | — |

## Audiência
Os índices de audiência apresentados a seguir são uma contagem apenas dos Estados Unidos. As classificações não estão disponíveis antes de 1994, porque a MTV não estava incluída no Nielsen Ratings. "Audiência Acumulativa" mostra o público total em todos os canais da Viacom Media Networks que exibiram a premiação.
| Ano  | Dia           | Horário     | Espectadores da MTV (em milhões) | Audiência Acumulativa (em milhões) |
| ---- | ------------- | ----------- | -------------------------------- | ---------------------------------- |
| 1994 | Quinta-feira  | 20:00–23:25 | 5,3                              | N/A                                |
| 1995 | Quinta-feira  | 20:00–23:00 | 6,33                             | N/A                                |
| 1996 | Quinta-feira  | 20:00–23:00 | 5,07                             | N/A                                |
| 1997 | Quinta-feira  | 20:00–23:00 | 7,47                             | N/A                                |
| 1998 | Quinta-feira  | 20:00–23:13 | 8,94                             | N/A                                |
| 1999 | Quinta-feira  | 20:00–23:13 | 11,94                            | N/A                                |
| 2000 | Quinta-feira  | 20:00–23:09 | 9,85                             | N/A                                |
| 2001 | Quinta-feira  | 20:00–23:26 | 10,76                            | N/A                                |
| 2002 | Quinta-feira  | 20:00–23:17 | 11,95                            | N/A                                |
| 2003 | Quinta-feira  | 20:00–23:03 | 10,71                            | N/A                                |
| 2004 | Domingo       | 20:00–23:11 | 10,32                            | N/A                                |
| 2005 | Domingo       | 20:00–23:23 | 8,01                             | N/A                                |
| 2006 | Quinta-feira  | 20:00–23:28 | 5,77                             | N/A                                |
| 2007 | Domingo       | 21:00–23:12 | 7,08                             | N/A                                |
| 2008 | Domingo       | 21:00–23:20 | 8,43                             | N/A                                |
| 2009 | Domingo       | 21:00–23:21 | 8,97                             | N/A                                |
| 2010 | Domingo       | 21:00–23:15 | 11,40                            | N/A                                |
| 2011 | Domingo       | 21:00–23:27 | 12,40                            | N/A                                |
| 2012 | Quinta-feira  | 20:00–22:00 | 6,13                             | N/A                                |
| 2013 | Domingo       | 21:00–23:28 | 10,1                             | N/A                                |
| 2014 | Domingo       | 21:00–23:13 | 8,3                              | 10,3                               |
| 2015 | Domingo       | 21:00–23:37 | 5,03                             | 9,8                                |
| 2016 | Domingo       | 21:00–23:54 | 3,3                              | 6,5                                |
| 2017 | Domingo       | 20:00–23:05 | 2,66                             | 5,36                               |
| 2018 | Segunda-feira | 21:00–23:43 | 2,25                             | 4,87                               |
| 2019 | Segunda-feira | 20:00–22:58 | 1,93                             | 6,8                                |
| 2020 | Domingo       | 20:00–22:14 | 1,32                             | 6,4                                |
| 2021 | Domingo       | 20:00–23:06 | 0,90                             | 3,7                                |
| 2022 | Domingo       | 20:00–23:19 | 0,63                             | 3,85                               |
| 2023 | Terça-feira   | 20:00–23:51 | 0,87                             | 3,92                               |
| 2024 | Quarta-feira  | 20ː00–23ː18 | 0,73                             | 4,09                               |
| 2025 | Domingo       |             |                                  |                                    |

## Performances
| Ano  | Artistas (por ordem cronológica) |
| ---- | --- |
| 1984 | Rod Stewart Madonna Huey Lewis and the News David Bowie Tina Turner ZZ Top Ray Parker Jr. |
| 1985 | Eurythmics David Ruffin , Eddie Kendrick & Hall & Oates Tears for Fears John Cougar Mellencamp Pat Benatar Sting Eddie Murphy |
| 1986 | Robert Palmer The Hooters The Monkees 'Til Tuesday INXS Van Halen Mr. Mister Simply Red Whitney Houston Pet Shop Boys Tina Turner Genesis |
| 1987 | Los Lobos Bryan Adams The Bangles Bon Jovi Crowded House Madonna Whitesnake Whitney Houston The Cars David Bowie Prince Cyndi Lauper Run-D.M.C. (feat. Steven Tyler & Joe Perry ) |
| 1988 | Rod Stewart Jody Watley Aerosmith Elton John Depeche Mode Crowded House Cher The Fat Boys (feat. Chubby Checker ) Guns N' Roses INXS |
| 1989 | Madonna Bobby Brown Def Leppard Tone-Loc The Cult Paula Abdul Jon Bon Jovi & Richie Sambora The Cure Cher The Rolling Stones Axl Rose & Tom Petty and the Heartbreakers |
| 1990 | Janet Jackson Mötley Crüe MC Hammer INXS Sinéad O'Connor New Edition (feat. Bobby Brown) Faith No More Phil Collins 2 Live Crew World Party Aerosmith Madonna |
| 1991 | Van Halen C+C Music Factory Poison Mariah Carey EMF Paula Abdul Queensrÿche LL Cool J Metallica Don Henley Guns N' Roses Prince and The New Power Generation |
| 1992 | The Black Crowes Bobby Brown U2 & Dana Carvey Def Leppard Nirvana Elton John Pearl Jam Red Hot Chili Peppers Michael Jackson Bryan Adams En Vogue Eric Clapton Guns N' Roses & Elton John |
| 1993 | Madonna Lenny Kravitz (feat. John Paul Jones ) Sting Soul Asylum , Peter Buck & Victoria Williams Aerosmith Naughty by Nature R.E.M. Spin Doctors Pearl Jam The Edge Janet Jackson |
| 1994 | Aerosmith Boyz II Men The Smashing Pumpkins The Rolling Stones Green Day Beastie Boys Alexandrov Red Army Ensemble & Leningrad Cowboys Salt-n-Pepa Tom Petty and the Heartbreakers Snoop Doggy Dogg Stone Temple Pilots Bruce Springsteen                                                                                              |
| 1995 | Michael Jackson (feat. Slash ) Live TLC R.E.M. Red Hot Chili Peppers Bon Jovi, Alanis Morissette Hootie & the Blowfish Hole Green Day White Zombie |
| 1996 | The Smashing Pumpkins The Fugees (feat. Nas ) Metallica LL Cool J Neil Young Hootie & the Blowfish Alanis Morissette Bush The Cranberries Oasis Bone Thugs-N-Harmony Kiss |
| 1997 | Puff Daddy (feat. Faith Evans , 112 , Mase & Sting) Jewel The Prodigy The Wallflowers (feat. Bruce Springsteen) Lil' Kim , Da Brat , Missy Elliott , Lisa "Left-Eye" Lopes & Angie Martinez U2 Beck Spice Girls Jamiroquai Marilyn Manson                                                                                              |
| 1998 | Madonna Pras (feat. Ol' Dirty Bastard , Mýa , Wyclef Jean & Canibus ) Hole Master P (feat. Silkk Tha Shocker , Mystikal & Mia X ) Backstreet Boys Beastie Boys Brandy & Monica Dave Matthews Band Marilyn Manson Brian Setzer Orchestra                                                                                                |
| 1999 | Kid Rock (feat. Run-DMC , Steven Tyler, Joe Perry & Joe C. ) Lauryn Hill Backstreet Boys Ricky Martin Nine Inch Nails TLC Fatboy Slim Jay-Z (feat. DJ Clue & Amil ) Britney Spears & 'N Sync Eminem & Dr. Dre & Snoop Dogg |
| 2000 | Janet Jackson Rage Against the Machine Sisqó (feat. Dru Hill ) Britney Spears Eminem Red Hot Chili Peppers 'N Sync Nelly Christina Aguilera (feat. Fred Durst ) Blink-182 |
| 2001 | Jennifer Lopez (feat. Ja Rule ) Linkin Park & The X-Ecutioners Alicia Keys 'N Sync (feat. Michael Jackson) Daphne Aguilera Jay-Z Staind Missy Elliott (feat. Nelly Furtado Ludacris & Trina ) U2 Britney Spears |
| 2002 | Bruce Springsteen & the E Street Band Pink Ja Rule, Ashanti & Nas Shakira Eminem P. Diddy (feat. Busta Rhymes , Ginuwine , Pharrell & Usher ) Sheryl Crow The Hives The Vines Justin Timberlake (feat. Clipse ) Guns N' Roses |
| 2003 | Madonna (feat. Britney Spears, Christina Aguilera & Missy Elliott) Good Charlotte Christina Aguilera (feat. Redman & Dave Navarro ) 50 Cent (feat. Snoop Dogg) Mary J. Blige (feat. Method Man & 50 Cent) Coldplay Beyoncé (feat. Jay Z) Metallica                                                                                     |
| 2004 | Usher Jet Hoobastank Yellowcard Kanye West (feat. Chaka Khan & Syleena Johnson ) Lil Jon & The East Side Boyz Ying Yang Twins Petey Pablo Terror Squad (feat. Fat Joe ) Jessica Simpson Nelly (feat. Christina Aguilera) Alicia Keys (feat. Lenny Kravitz & Stevie Wonder ) The Polyphonic Spree OutKast                               |
| 2005 | Green Day Ludacris (feat. Bobby Valentino ) MC Hammer Shakira (feat. Alejandro Sanz ) R. Kelly The Killers P. Diddy & Snoop Dogg Don Omar Tego Calderón Daddy Yankee Coldplay Kanye West (feat. Jamie Foxx ) Mariah Carey (feat. Jadakiss & Jermaine Dupri ) 50 Cent (feat. Mobb Deep & Tony Yayo ) My Chemical Romance Kelly Clarkson |
| 2006 | Justin Timberlake (feat. Timbaland ) Shakira & Wyclef Jean Ludacris (feat. Pharrell & Pussycat Dolls ) OK Go The All-American Rejects Beyoncé T.I. (feat. Young Dro ) Panic! at the Disco Busta Rhymes Missy Elliott Christina Aguilera Tenacious D The Killers                                                                        |
| 2007 | Britney Spears Chris Brown (feat. Rihanna ) Linkin Park Alicia Keys Timbaland (feat. Nelly Furtado, Sebastian , Keri Hilson & Justin Timberlake) |
| 2008 | Rihanna Jonas Brothers Lil Wayne (feat. Leona Lewis & T-Pain ) Paramore Pink T.I. (feat. Rihanna) Christina Aguilera Kanye West Katy Perry Kid Rock (feat. Lil Wayne) The Ting Tings LL Cool J Lupe Fiasco |
| 2009 | Janet Jackson Katy Perry & Joe Perry Taylor Swift Lady Gaga Green Day Beyoncé Muse Pink Jay-Z & Alicia Keys |
| 2010 | Eminem (feat. Rihanna) Justin Bieber Usher Florence and the Machine Taylor Swift Drake (feat. Mary J. Blige & Swizz Beatz ) B.o.B & Paramore (feat. Bruno Mars ) Linkin Park Kanye West |
| 2011 | Lady Gaga (feat. Brian May ) Jay Z & Kanye West Pitbull (feat. Ne-Yo & Nayer ) Adele Chris Brown Beyoncé Young the Giant Bruno Mars Lil Wayne |
| 2012 | Rihanna (feat. ASAP Rocky & Calvin Harris ) Pink Frank Ocean One Direction Lil Wayne & 2 Chainz Green Day Alicia Keys (feat. Nicki Minaj ) Taylor Swift |
| 2013 | Lady Gaga Miley Cyrus & Robin Thicke (feat. 2 Chainz & Kendrick Lamar ) Kanye West Justin Timberlake (feat. 'N Sync) Macklemore & Ryan Lewis (feat. Mary Lambert & Jennifer Hudson ) Drake Bruno Mars Katy Perry |
| 2014 | Ariana Grande & Nicki Minaj & Jessie J Taylor Swift Sam Smith Usher (feat. Nicki Minaj ) Iggy Azalea (feat. Rita Ora ) 5 Seconds of Summer Maroon 5 Beyoncé |
| 2015 | Nicki Minaj & Taylor Swift Macklemore & Ryan Lewis (feat. Eric Nally , Melle Mel , Kool Moe Dee , Grandmaster Caz ) The Weeknd Demi Lovato (feat. Iggy Azalea) Justin Bieber Tori Kelly Pharrell Williams Twenty One Pilots & ASAP Rocky Miley Cyrus                                                                                   |
| 2016 | Rihanna Ariana Grande (feat. Nicki Minaj ) Future Nick Jonas (feat. Ty Dolla $ign ) Beyoncé Britney Spears (feat. G-Eazy ) The Chainsmokers (feat. Halsey ) |
| 2017 | Kendrick Lamar Ed Sheeran (feat. Lil Uzi Vert ) Julia Michaels Shawn Mendes Lorde Fifth Harmony (feat. Gucci Mane ) Miley Cyrus Demi Lovato Pink Kyle Alessia Cara Logic (feat. Khalid & Alessia Cara) Thirty Seconds to Mars (feat. Travis Scott ) DNCE & Rod Stewart Katy Perry (feat. Nicki Minaj )                                 |
| 2018 | Shawn Mendes Logic (feat. Ryan Tedder ) Panic! at the Disco Nicki Minaj Jennifer Lopez (feat. DJ Khaled & Ja Rule) Ariana Grande Travis Scott (feat. James Blake ) Maluma Post Malone (feat. 21 Savage & Aerosmith) |
| 2019 | Taylor Swift Shawn Mendes Lizzo Jonas Brothers Lil Nas X Missy Elliott Shawn Mendes & Camila Cabello Miley Cyrus Rosalía (feat. Ozuna ) H.E.R. Normani Big Sean (feat. A$AP Ferg ) AJ Mitchell Bad Bunny & J Balvin Queen Latifah , Naughty By Nature, Redman, Fetty Wap & Wyclef Jean                                                 |
| 2020 | The Weeknd DaBaby Miley Cyrus Maluma BTS Lady Gaga & Ariana Grande Doja Cat Keke Palmer CNCO Black Eyed Peas , Nicky Jam & Tyga |
| 2021 | Justin Bieber & The Kid LAROI Olivia Rodrigo Kacey Musgraves Twenty One Pilots Ed Sheeran Lil Nas X & Jack Harlow Camila Cabello Shawn Mendes & Tainy Doja Cat Chlöe Normani Ozuna Foo Fighters Alicia Keys (feat. Swae Lee ) Busta Rhymes & Spliff Star Machine Gun Kelly & Travis Barker Anitta                                      |
| 2022 | Jack Harlow & Fergie Lizzo Blackpink J Balvin & Ryan Castro Khalid & Marshmello Nicki Minaj Eminem & Snoop Dogg Red Hot Chili Peppers Anitta Kane Brown Måneskin Bad Bunny Panic! at the Disco |
| 2023 | Lil Wayne Olivia Rodrigo Cardi B & Megan Thee Stallion Demi Lovato Anitta Doja Cat Shakira Nicki Minaj Karol G Diddy Peso Pluma Stray Kids Metro Boomin (feat. Future, A Boogie wit da Hoodie , Swae Lee & Nav ) Fall Out Boy Tomorrow X Together & Anitta Måneskin Kelsea Ballerini                                                   |